# Singapores premierministre
Positionen som Singapores premierminister blev oprettet i 1959. Singapore blev uafhængig i 1965. Singapores premierministre har været følgende:
| Nr | Bllede                     | Navn                       | Fra               | Til               | Parto                 |
|    | Singapores premierminister | Singapores premierminister |                   |                   |                       |
| -- | -------------------------- | -------------------------- | ----------------- | ----------------- | --------------------- |
| 1  |                            | Lee Kuan Yew               | 5. juni 1959      | 28. november 1990 | People's Action Party |
| 2  |                            | Goh Chok Tong              | 28. november 1990 | 12. august 2004   | People's Action Party |
| 3  |                            | Lee Hsien Loong            | 12. august 2004   | 15. maj 2024      | People's Action Party |
| 4  |                            | Lawrence Wong              | 15. maj 2024      | Nuværende         | People's Action Party |

Lee Hsien Loong er søn af Lee Kuan Yew.